# Wanda Gertz

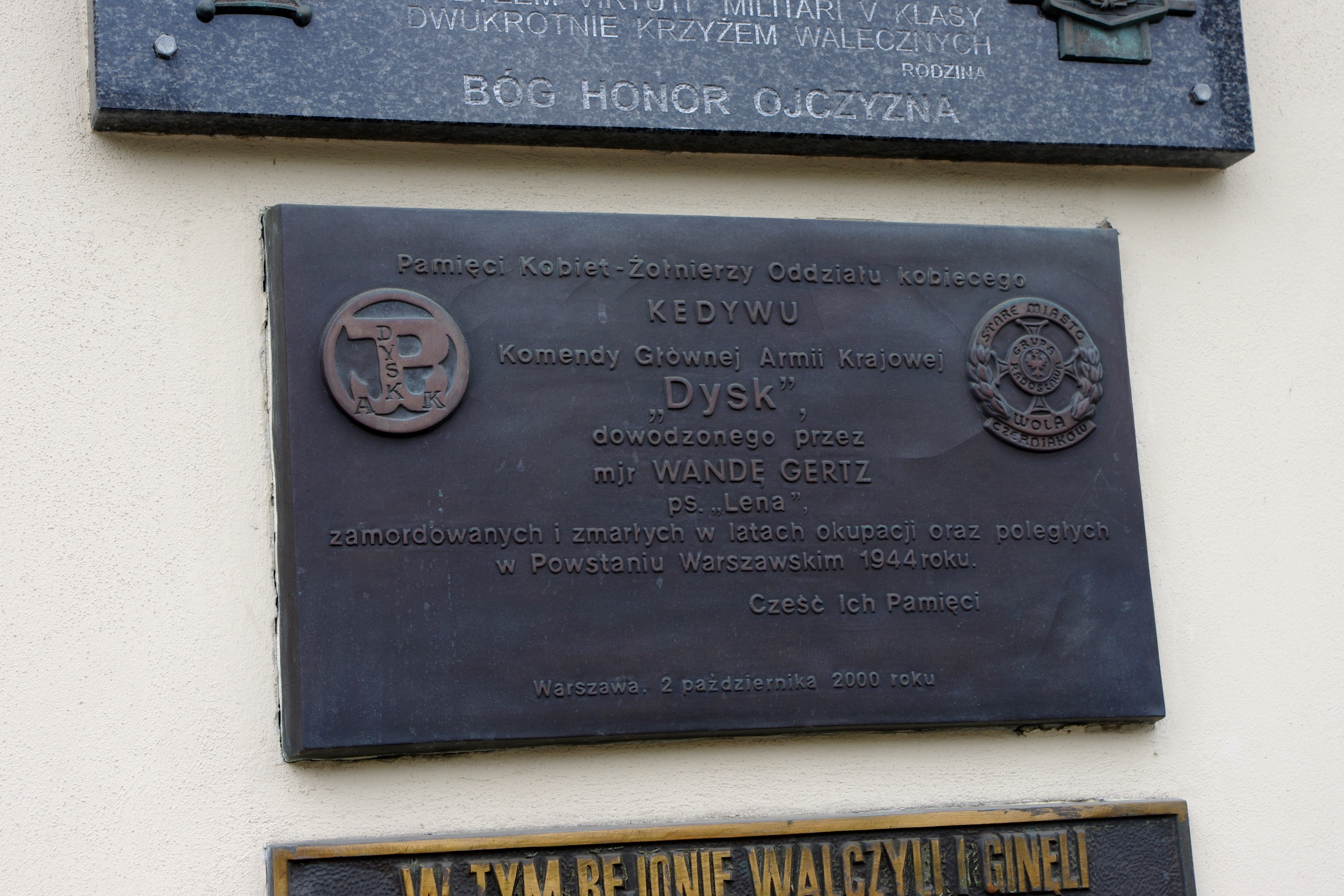
Tablice upamiętniająca major Wandę Gertz i żołnierzy Oddziału Dysk na ścianie Kościoła Jana Bożego przy ul. Bonifraterskiej 12 w Warszawie

Wanda Gertz, ps. Lena, Kazik (ur. 13 kwietnia 1896 w Warszawie, zm. 10 listopada 1958 w Londynie) – działaczka patriotyczna i niepodległościowa, major Wojska Polskiego, żołnierz Kedywu.

## Życiorys
Córka Florentyny z Johnów i Jana Gertza von Schliss. Jej rodzina pochodziła z Saksonii, a w XVIII wieku osiadła w Rzeczypospolitej. Ojciec Wandy brał udział w powstaniu styczniowym. W domu Gertzów często odbywały się spotkania byłych powstańców, podtrzymujących tradycję walk niepodległościowych.
W 1913 roku ukończyła Gimnazjum Kuzienkowe. Odbyła również kursy buchalteryjne Zgromadzenia Kupców miasta Warszawy. W latach 1913–1915 była plutonową w 4 Warszawskiej Drużynie Skautek im. Emilii Plater.

### I wojna światowa i wojna polsko-bolszewicka
W 1916 roku, po obcięciu włosów i w męskim przebraniu wstąpiła do Legionów pod fałszywym nazwiskiem Kazimierz Żuchowicz, pełniła służbę w 1 Pułku Artylerii I Brygady Legionów Polskich. Fałszywą tożsamość przyjęła w wyniku obowiązującego zakazu przyjmowania kobiet do Legionów Polskich. W maju 1916 roku została kanonierką w II baterii haubic 1 pułku artylerii I Brygady Legionów Polskich. W Legionach służyła do 25 sierpnia 1916 roku. Brała udział w bitwach nad Styrem i Stochodem. W wyniku kryzysu przysięgowego, w lipcu 1917 roku porzuciła służbę wojskową i wróciła do Warszawy. Następnie organizowała żeńskie oddziały Polskiej Organizacji Wojskowej (POW). W tym okresie przyjęła pseudonim Kazik. Za udział w demonstracji POW na placu Zbawiciela w Warszawie, 8 grudnia 1917 roku została aresztowana przez Niemców. Została skazana na sześć miesięcy więzienia. Wyrok odbywała w Serbii (będącym oddziałem kobiecym Pawiaku). Z więzienia wyszła po kilku tygodniach po uiszczeniu kaucji. Od połowy września do listopada 1918 roku brała udział w akcjach rozbrajania zaborców. W tym samym czasie służyła w żandarmerii POW w stopniu sierżanta.
W grudniu 1918 roku została przydzielona do Milicji Ludowej. Pełniła tam funkcję zastępcy zbrojmistrza Komendy Głównej. Do Wojska Polskiego wróciła dobrowolnie 15 kwietnia 1919 roku, kilka tygodniu po wybuchu wojny polsko-bolszewickiej. Została przydzielona do Przyfrontowego Inspektoratu Werbunkowo-Zaciągowego w dowództwie Dywizji Litewsko-Białoruskiej. Od wrześniu 1919 roku pełniła funkcję „zastępczyni dowódcy drugiej Ochotniczej Legii Kobiet (OLK) przy dowództwie Frontu Litewsko-Białoruskiego. Na tym stanowisku, 22 maja 1920 roku, Naczelny Wódz przyznał jej z dniem 1 kwietnia 1920 roku prawo poborów i funkcji podporucznika piechoty i korzystania z odznak oficerskich na czapce bez prawa używania innych odznak oficerskich”.
Od września 1919 roku sprawowała stanowisko komendantki II Ochotniczej Legii Kobiet w Wilnie.
Brała udział w Bitwie Warszawskiej. Walczyła również w Białymstoku, Grodnie i Wilnie. W marcu 1922 roku przeniesiono ją do rezerwy.

### Okres międzywojenny
W okresie międzywojennym była instruktorką i organizatorką obozów Przysposobienia Wojskowego Kobiet W maju 1922 roku została zdemobilizowana i przeniesiona do rezerwy w stopniu porucznika. Stopień utraciła, ponieważ nie było podstaw prawnych do służby kobiet w Wojsku Polskim. Pod koniec 1923 roku przystąpiła do Klubu Starszych Instruktorek PWK, zorganizowanego przez por. Marię Wittek.
Po zamachu majowym w 1926 pracowała jako osobista sekretarka Marszałka Józefa Piłsudskiego. Później pracowała jako urzędniczka wojskowa zatrudniona w Generalnym Inspektoracie Sił Zbrojnych w Warszawie. W 1927 roku rozpoczęła szkolenie juzistek w ramach PWK. Od 1935 roku kierowała sekretariatem Muzeum Józefa Piłsudskiego w Belwederze.
Opublikowała wspomnienia pt. W pierwszym pułku artylerii. Zostały one wydane w książce pt. Służba Ojczyźnie (Warszawa 1929).

### II wojna światowa
W czasie kampanii wrześniowej 1939 roku walczyła ochotniczo w obronie Warszawy. Została zaprzysiężona przez Henryka Józewskiego do Służby Zwycięstwu Polski 19 listopada 1939 roku. Zagrożona dekonspiracją w Warszawie, w kwietniu 1940 roku przeniosła się do Nadleśnictwa Kleszcze pod Piotrków Trybunalski. Pełniła funkcję sekretarki i skarbniczki komendanta Rejonu Piotrków („Las”) ZWZ Stanisława Kosarskiego w Dowództwie Głównym.
W kwietniu 1942 roku wróciła do Warszawy. Jako „Lena” współorganizowała w stolicy Oddział AK „Dysk” (znany również jako „Disk”, „Oddział Leny”; „Disk” od: Dywersja i Sabotaż Kobiet). W skład „Dysku” wchodziły trzy grupy: minerskiej, sabotażowej i łączności. W kierownictwie „Dysku” znalazły się koleżanki Gertz z czasów PWK: Hanna Billik „Filipina”, Maria Jankowska „Margerita”, Władysława Macieszyna „Sława”, Jadwiga Szymańska „Wiga”, Maria Zielonka „Zofia”. Gertz dowodziła „Dyskiem” aż do jego rozwiązania. Do wybuchu powstania warszawskiego „Dysk” liczył 130 kobiet.
„Dysk” uczestniczył w wielu akcjach sabotażowych, dywersyjnych oraz zamachach wymierzonych w przedstawicieli niemieckiego, nazistowskiego aparatu represji. W maju 1942 roku Gertz brała udział w akcji wysadzenia pociągów pod Radomiem i Dęblinem. W akcji „C” Gertz wykonała dwa wyroki śmierci na konfidentach Gestapo. Według niektórych źródeł Gertz zdecydowała się na osobiste wykonanie egzekucji, gdyż chciała uchronić swoje podkomendne przed tym przeżyciem.
W czasie powstania, wraz ze swoim oddziałem, walczyła w ramach Zgrupowania AK „Radosław” na Woli, Starym Mieście i w Śródmieściu. W nocy z 31 sierpnia na 1 września przez kilkanaście godzin wraz ze swoim oddziałem błądziła po kanałach, próbując przedostać się do Śródmieścia. Następnie ciężko zachorowała, co przyczyniło się do podjęcia decyzji o wycofaniu się z dalszych walk. 23 września 1944 roku awansowała do stopnia majora.
Po upadku powstania warszawskiego płk Maria Wittek wyznaczyła mjr Gertz na komendantkę ok. 2 tys. kobiet-żołnierzy, maszerujących do obozów jeńców wojennych. Podczas odprawy płk Wittek nakazała mjr Gertz zatajenie stopnia wojskowego, by mogła trafić do stalagu i tam opiekować się kobietami-żołnierzami. Marsz ruszył 5 października 1944 roku. Mjr Gertz była jeńcem w: Lamsdorf, Mühlberg, Altenburg, Oflag IX C w Molsdorfie i Blankenheim. W Molsdorf 22 grudnia 1944 roku Niemcy uznali ją za polską komendantkę oflagu. Dzięki jej staraniom Niemcy przestrzegali przysługującym kobietom-żołnierzom praw należnych jeńcom wojennym. W Molsdorf do 22 grudnia 1944 roku pełniła funkcję polskiej komendantki obozu. Komendantką pozostała po wyzwoleniu oflagu przez wojska amerykańskie 13 kwietnia 1945 roku. Następnie przez krótki okres pełniła funkcję komendantki obozu w Burgu w Hesji. Później została wezwana do Sztabu Głównego Polskich Sił Zbrojnych (PSZ) na Zachodzie w Londynie, gdzie została mianowana przełożoną wszystkich kobiet-oficerów w Polsce na obszarze Niemiec.

### Okres powojenny
12 marca 1946 roku objęła funkcję Inspektorki Żołnierzy-Kobiet Armii Krajowej. Jej zastępczyniami były mjr Halina Wasilewska (do 20 sierpnia 1946 roku) i kpt. Janina Tuwan. Od października 1946 do maja 1947 roku kierowała Podkomisją Weryfikacyjną Wojskowej Służby Kobiet AK. W następnych miesiącach obejmowała stanowisko Inspektorki Polskiego Korpusu Przysposobienia i Rozmieszczenia. W 1948 roku została zdemobilizowana.
Po demobilizacji pracowała w kuchni kolejowej w Londynie. W wyniku nasilającego się nowotworu wątroby uznano ją za niezdolną do pracy fizycznej. Od stycznia 1950 roku zajmowała stanowisko w Radzie Naczelnej Koła Armii Krajowej w Londynie.
Ostatnie miesiące życia przeżyła w ubóstwie. Tuż przed śmiercią, we wrześniu 1958 roku, wygłosiła przemówienie podczas I Zjazdu Koleżeńskiego Kobiet Żołnierzy PSZ. Zmarła 10 listopada 1958 roku w Londynie. Została pochowana na cmentarzu South Ealing. Nabożeństwo odprawiał biskup Kościoła Ewangelickiego Władysław Fierla. W jej pogrzebie uczestniczyli m.in. marszałkowa Aleksandra Piłsudska, generałowie: Tadeusz Bór-Komorowski, Michał Tokarzewski-Karaszewicz, Kazimierz Sawicki, Tadeusz Pełczyński, Radwan Pffeifer. Jej prochy zostały przywiezione do Polski w 1959 roku i pochowane na cmentarzu Wojskowym na Powązkach (kwatera A24-11-17).

## Upamiętnienia
Około 1920 r. Zofia Zawiszanka napisała wiersz pt. „Kazik”, poświęcony Wandzie Gertz. W 2009 roku ukazała się biografia Wandy Gertz pt. Opowieści o kobiecie żołnierzu autorstwa Anny Nowakowskiej.

## Ordery i odznaczenia
- Krzyż Srebrny Orderu Wojennego Virtuti Militari nr 11678 (1 października 1944)[26][15]
- Krzyż Niepodległości z Mieczami (13 kwietnia 1931 roku)[27]
- Krzyż Kawalerski Orderu Odrodzenia Polski (pośmiertnie)[5]
- Krzyż Walecznych (pięciokrotnie, po raz trzeci w 1922 roku)[15]
- Złoty Krzyż Zasługi z Mieczami[5]